# Ледри Вуља
Ледри Вуља (алб. Ledri Vula; Приштина, 10. јул 1986) албански је репер, певач и текстописац са Косова и Метохије.

## Биографија
Рођен је 10. јула 1986. у албанској породици у Приштини, у тадашњој Социјалистичкој Републици Србији. Његов отац је телевизијски продуцент Агрон Вуља из Ђаковице, док му је мајка новинарка и телевизијска личност Џераљдина Вуља, пореклом из Улциња. Године 2005. постао је познат као један од чланова хип-хоп дуа Skillz. Године 2012. успон његове сопствене славе на крају је довео до распада дуа. Соло каријеру је започео 2014. године, док је у децембру исте године објавио сингл „100 Probleme”.
Године 2016. освојио је награду за највећи хит. Године 2019. наступио је на фестивалу Sunny Hill Festival у Приштини, делећи бину са другим познатим извођачима као што су Калвин Харис, Мајли Сајрус и Дуа Липа.
У јануару 2020. изјавио је да за крај године планира да објави дебитантски студијски албум, 10/10. У фебруару 2020. објавио је синглове „Piano Rap” и „Prej Inati”, док је током лета објавио „DMP” и „Aman”.

## Активизам
Након земљотреса у Албанији који се десио 26. новембра 2019, Вуља и његова породица понудили су хуманитарну помоћ и домове у Приштини за породице и жртве погођеним сеизмиком. У мају 2020. изразио је подршку покрету Black Lives Matter и протестима поводом убиства Џорџа Флојда. Касније исте године пружио је подршку кампањи Liria ka emër, која је настала након што су Специјализована већа у Хагу потврдила оптужницу за ратне злочине против неколико припадника Ослободилачке војске Косова (ОВК).

## Дискографија
- 10/10 (2020)
- (2023)